# 自動車大競走 (1923年)
1923年（大正12年）4月の自動車大競走（じどうしゃだいきょうそう）は、日本の東京市洲崎において開催された四輪自動車レースである。日本自動車競走大会の第2回大会にあたる。

## 概要
この大会は日本では初めて4台以上の四輪自動車が同時スタートにより競走する形式で開催された。そのため、内容を見れば、（第1回大会ではなく）この大会が「日本で開催された最初の本格的な四輪自動車レ―ス」だと評価されている。
開催前の宣伝広告でも「東洋最初の四台並列競走」であることが謳われた。「並列」と書かれたのは、複数台による競走は1915年に開催された自動車大競走会で前例があり、その時は複数台が「縦列」に雁走してスタートする形式（ローリングスタート）が取られたことを踏まえたものと考えられる。この第2回大会以降、スタートは参加者が横一直線に「並列」して停車状態からスタートする形式（スタンディングスタート）を基本として行われるようになった。
この大会は当日の客入りと人気もまずまずで、初めてレースらしいレースとなった。

## 主催者
この大会の主催者になった帝国自動車保護協会（Imperial Motor-Car Association）とは、貴族院の男爵議員である阪谷芳郎を長とする組織で、詳細は不明だが、政府に対して自動車政策のコンサルタントを務める目的を持っていたと推測されている。同協会を主催者としたのは、第1回大会のように警察からの横槍を入れられないように「もっと社会的地位のある」団体を主催者とすることで開催許可を得やすくすることが目的だったと考えられる。その甲斐あって、オートバイの競走よりもむしろ危険のないものと認められ、この大会には警察からの苦情もなかった。
同協会はこの第2回大会と次の第3回大会で主催者を務めたが、実際のレース開催と運営は藤本軍次を中心とした日本自動車倶楽部によって行われた。

## 会場
第1回大会に引き続き、洲崎埋立地が会場となった。
特設オーバルトラックは全長1マイルなのは第1回大会と同じだが、警察の指示により、走路の横幅は60尺（約18メートル）から100尺（約30メートル）設けるよう定められた。
この会場は2度に渡って使用されたもののレース関係者たちからは不評で、当時、専門誌『スピード』の編集長を務めていた相羽有は、陸軍当局者の考慮を促して官民合同で専用のレーシングサーキットを建設するよう誌面で提言を行った。レース開催に向いたサーキットが存在しないという問題は根深く、以降の開催でも関係者たちを悩ませ続けることになる。

## 内容
第1回大会で7台だった参加台数はこの第2回大会では12台に増えた（エントリーリスト上では13台が記載されている）。この大会では当時は自動車の輸入販売をしていた白楊社が初参戦し、レース仕様に仕立てたマーサーを参戦させた。
新規の参加者たちの習熟を図るためか、レース開催前の4月20日(木)には予選が行われた。前回と異なり、警察の横槍もなくなったため、各レースは複数台を同時に走らせて競走が行われた。
この大会では各レースで上位に得点が与えられ、両日の得点の合計で最終結果が争われ、長距離レースほど高い得点が与えられた。日本自動車競走大会の他の大会では基本的に開催日の最終レースを決勝レースとして開催して優勝者を決めているが、この大会と第5回大会のみ、このポイント制で優勝が争われた。

## 応援風景
初日の22日は、好天気だったことから客入りが良く、切符や徽章がなく入場できなかった者たちは、埋立地にあった航空学校の格納庫裏の堤防に人垣を作って観戦した。
参加車両の関係者や運転手への応援隊も来場し、旗を振ったり太鼓を叩いたりして熱心な応援が行われた。
一段高くに設けられた貴賓席は初日は終日空席だった。

## 余興における試み

### 外国人選手の参加
初日の最後にリチャード・ジェシーという人物がオークランドに乗り、藤本、関根と3マイルの番外レースを行った。
この人物は米国の自動車選手だとされ、帝国ホテル滞在中にレースの開催を知って参加を希望し、主催者と協議した結果、賞典外のエキシビジョンに参加することになったという経緯で参加に至ったとされる。
レースは白熱したものとなり、結果はジェシーが僅差で藤本に勝利し、観客の手に汗を握らせるものになったという。

### 自動車と飛行機の競争
余興として、レーシングカーと飛行機による競争も行われた。これは会場となった洲崎埋立地に小栗飛行学校が置かれていたことによる。
野澤がテルコ・ビッドル（18馬力）を駆り、会場に所在する飛行場の主である小栗常太郎の中島式ホール・スコット飛行機（165馬力）と競争を行った。飛行機は所有者である小栗が自ら操縦し、勝敗は、飛行機が苦もなく勝利した。
日本において飛行機と自動車の競争は過去に1911年の川崎競馬場における例など、複数の前例があるが、それらはいずれも来日した外国人飛行士が飛行機を操縦しており、この大会の余興は日本人のドライバーと日本人の飛行士による対決が行われた初の例と考えられている。
小栗の飛行機は「津田沼」から飛来したと記されている。この背景らしきものは伊藤音次郎の日記に記載があり、開催前月の3月12日に洲崎の飛行場の格納庫は火事で焼けており、3月13日に「中島式二台ホ式二百二台」を移した旨の記載を確認できる。

## 運営関係者
- 大会名誉会長: 山川良三（陸軍大佐）[28]
- 審判長: 小林吉次郎（アンドリュース・アンド・ジョージ商会）[10][29]
- 審判:野澤三喜三、屋井三郎[10][29]

## エントリーリスト
| 車番  | ドライバー | 車両の登録名（車両名）       | 補足                                                                                           |
| ----- | ---------- | ---------------------------- | ---------------------------------------------------------------------------------------------- |
| 1     | 比原松熊   | アーガイル                   | 車番は比原のNARC会員番号からの推定。                                                           |
| 2     | 伊達秀造   | マーサー                     |                                                                                                |
| 3     | 森田捨次郎 | ロコモビル                   |                                                                                                |
| 4     | 丸山哲衛   | ロージャー                   |                                                                                                |
| 5     | 小林猪之助 | オークランド                 | コ・ドライバーは中村福二。塗色は青。                                                           |
| 6     | 関根宗次   | スタッツ                     | 関根は後に、「5」を持ち番号にするようになるが、この大会では、「6」を使用したと記録されている。 |
| 7     | 藤本軍次   | ハドソン                     | コ・ドライバーは伊藤秀九郎。                                                                   |
| 8     | 内山駒之助 | チャルマー・マスターシックス |                                                                                                |
| 9     | 石塚次郎   | キンブロキ（キンブロ）       |                                                                                                |
| 11    | 菅原敏雄   | マーサー                     | 車主は白楊社。                                                                                 |
| 12    | 野澤三喜三 | テルコ・ビッドル             | 余興の飛行機との競争にのみ参加。木骨とアルミ板を組み合わせた洗練された車体を有していた。       |
| 15    | 猪俣助造   | チャルマー                   |                                                                                                |
|       | 佐久間章   | コービン                     | 車番は不明。                                                                                   |
|       | 土屋行亥知 | ジャーメン                   | 車番は不明。                                                                                   |
|       | Masuda     | パッカード                   | 4月20日の予選に参加したと報じられているが、大会当日の参加者としては名前が確認できない。        |
| 出典: |            |                              |                                                                                                |

## 各レースの1着
| レース (距離)                 | 車番  | ドライバー           | 車両の登録名（車両名） | タイム             | 補足                                       | 出典          |
| 1日目                         | 1日目 | 1日目                | 1日目                  | 1日目              | 1日目                                      | 1日目         |
| ----------------------------- | ----- | -------------------- | ---------------------- | ------------------ | ------------------------------------------ | ------------- |
| 第1回                         | 11    | 菅原敏雄             | マーサー               | 3:53.5             | 2着・藤本（4:41.5）                        | [ 8 ]         |
| 第2回                         | 5     | 小林猪之助           | オークランド           | 3:56.5             | 2着・石塚（4:06.3）、3着・森田（4:08）     | [ 8 ]         |
| 第3回 (3マイル)               |       | (不明)               |                        | 3:55.6             | 2着・伊達（4:08）                          | [ 8 ]         |
| 第4回 (5マイル)               | 5     | 小林猪之助           | オークランド           | 6:25               | 2着・森田（4:49）、3着・土屋               | [ 8 ]         |
| 第5回                         | 2     | 伊達秀造             | マーサー               | 4:16.6             | 2着・関根（4:23）                          | [ 8 ]         |
| 第6回・番外レース (3マイル)   |       | リチャード・ジェシー | オークランド           | 3:53               | 2着・藤本（0.4秒遅れ）、3着・関根          | [ 8 ] [ 34 ]  |
| 第7回 (5マイル)               | 7     | 藤本軍次             | ハドソン               | 5:50.6もしくは5:56 | 2着・関根（6:11.8）、3着・伊達             | [ 25 ] [ 34 ] |
| 第8回 (10マイル)              | 5     | 小林猪之助           | オークランド           | 12:21.8            | 2着・森田（13:19もしくは13:09）、3着・石塚 | [ 25 ] [ 34 ] |
| 第9回 (10マイル)              | 7     | 藤本軍次             | ハドソン               | 13:05              | 2着・丸山（13:05.5もしくは13:05.8）        | [ 25 ] [ 34 ] |
| 第10回・番外レース（3マイル） | 7     | 藤本軍次             | ハドソン               | 3:48.7             | 2着・ジェシー（3:49）・車両はオークランド  | [ 34 ]        |
| 第11回 (25マイル)             | 5     | 小林猪之助           | オークランド           | 31:24              | 2着・森田（33:28）、3着・関口（34:11.3）   | [ 25 ] [ 34 ] |
| 第12回 (25マイル)             | 6     | 関根宗次             | スタッツ               | 34:32.5            | 2着・伊達（36:55.1/6）                     | [ 25 ] [ 34 ] |
| 2日目                         |       |                      |                        |                    |                                            |               |
| 第1回 (3マイル)               | 7     | 藤本軍次             | ハドソン               | 3:41.5             | 2着・伊達（3:43.7）                        | [ 9 ]         |
| 第2回 (3マイル)               | 8     | 内山駒之助           | チャルマー             | 3:36               | 2着・小林（3:56.4）、3着・石塚             | [ 9 ]         |
| 第3回 (3マイル)               | 2     | 伊達秀造             | マーサー               | 3:47.5             | 2着・菅原（3:54.6）、3着・内山             | [ 9 ]         |
| 第4回 (5マイル)               | 7     | 藤本軍次             | ハドソン               | 6:27               |                                            | [ 27 ]        |
| 第5回 (5マイル)               | 8     | 内山駒之助           | チャルマー             | 6:31.8             |                                            | [ 27 ]        |
| 第6回 (10マイル)              | 7     | 藤本軍次             | ハドソン               | 12:26.8            |                                            | [ 27 ]        |
| 第7回 (10マイル)              | 3     | 森田捨次郎           | ロコモビル             | 14:03              |                                            | [ 27 ]        |
| 第8回 (35マイル)              | 7     | 藤本軍次             | ハドソン               | 20:48.2            |                                            | [ 27 ]        |

## 最終結果
| 順位  | 車番 | ドライバー | 車両の登録名（車両名） | 得点 |
| ----- | ---- | ---------- | ---------------------- | ---- |
| 1     | 7    | 藤本軍次   | ハドソン               | 164  |
| 2     | 5    | 小林猪之助 | オークランド           | 122  |
| 3     | 2    | 伊達秀造   | マーサー               | 114  |
| 4     | 6    | 関根宗次   | スタッツ               | 92   |
| 5     | 3    | 森田捨次郎 | ロコモビル             | 86   |
| 6*    | 15   | 猪俣助造   | チャルマー             | 54*  |
| 7*    | 9    | 石塚次郎   | キンブロ               | 55*  |
| 8     | 11   | 菅原敏雄   | マーサー               | 39   |
| 9     | 8    | 内山駒之助 | チャルマー             | 34   |
| 出典: |      |            |                        |      |

- *印 当時の記事で、得点は猪俣「54」、石塚「55」と記載されているが、順位は猪俣を上位として記載されているため[27]、この記事でもその順で記載している。